# Chris Stewart (homme politique)
Pour les articles homonymes, voir Chris Stewart (homonymie) et Stewart.
Christopher Douglas Stewart dit Chris Stewart, né le 15 juillet 1960 à Logan (Utah), est un homme politique américain, représentant républicain de l'Utah à la Chambre des représentants des États-Unis de 2013 à 2023.

## Biographie
Chris Stewart est originaire de Logan dans l'Utah. Il est diplômé de l'université d'État de l'Utah, située dans la ville. Après ses études, il rejoint la United States Air Force dans laquelle il sert de 1984 à 1998.
Il est également écrivain. Il l'est l'auteur de plusieurs livres sur le patriotisme et la religion, dont The Miracle of Freedom: Seven Tipping Points that Saved the World qui se classe dans la New York Times Best Seller list.
En 2012, il est candidat à la Chambre des représentants des États-Unis dans le 2e district de l'Utah. Le démocrate sortant, Jim Matheson, se présente dans le 4e district nouvellement créé. Le 2e district s'étend de Salt Lake City à Saint George. Chris Stewart est investi par la convention républicaine avec près de 62 % des suffrages, lui permettant d'éviter une primaire. Il est élu représentant avec 62,2 % des voix face au démocrate Jay Seegmiller. Il est réélu en 2014 avec 60,8 % des suffrages.
En mars 2016, lors des primaires républicaines, il qualifie Donald Trump de « notre Mussolini ». En juillet, il révèle qu'il votera tout de même pour Trump pour que des conservateurs soient nommés à la Cour suprême.
Candidat à un troisième mandant en 2016, il affronte la démocrate Charlene Albarran.